# Woodward, Oklahoma
Woodward är administrativ huvudort i Woodward County i Oklahoma. Orten har fått sitt namn efter järnvägsdirektören Brinton W. Woodward. Enligt 2010 års folkräkning hade Woodward 12 051 invånare.

## Kända personer från Woodward
- Olin E. Teague, politiker